# Corrie de Bruin
Corrie de Bruin (Dordrecht, 26 ottobre 1976) è un'ex pesista e discobola olandese.
È sorella del discobolo e pesista Erik de Bruin.

## Record nazionali
Corrie De Bruin ha stabilito diversi record nazionali olandesi.

### Seniores
- Getto del peso 18,87 m ( Arnhem, 18 luglio 1998)[1]
- Getto del peso indoor 18,97 m ( Valencia, 20 febbraio 1998)[2]

### Under 23
- Getto del peso 18,87 m ( Arnhem, 18 luglio 1998)[3]
- Lancio del disco 63,88 m ( Arnhem, 11 luglio 1998)[3]

### Juniores
- Getto del peso 18,15 m ( Arnhem, 19 giugno 1994)[4]
- Getto del peso indoor 18,06 m ( L'Aia, 12 febbraio 1995)[5]
- Lancio del disco 60,50 m ( Hengelo, 5 giugno 1995)[4]

## Palmarès
| Anno | Manifestazione    | Sede          | Evento           | Risultato | Misura  | Note             |
| ---- | ----------------- | ------------- | ---------------- | --------- | ------- | ---------------- |
| 1993 | Europei juniores  | San Sebastián | Getto del peso   | Bronzo    | 16,76 m |                  |
| 1993 | Europei juniores  | San Sebastián | Lancio del disco | Oro       | 55,30 m |                  |
| 1994 | Mondiali juniores | Lisbona       | Getto del peso   | 4ª        | 16,79 m |                  |
| 1994 | Mondiali juniores | Lisbona       | Lancio del disco | Oro       | 55,18 m |                  |
| 1995 | Mondiali indoor   | Barcellona    | Getto del peso   | 10ª       | 16,90 m |                  |
| 1995 | Europei juniores  | Nyíregyháza   | Getto del peso   | Oro       | 17,76 m |                  |
| 1995 | Europei juniores  | Nyíregyháza   | Lancio del disco | Oro       | 57,46 m |                  |
| 1995 | Mondiali          | Göteborg      | Getto del peso   | 14ª       | 17,01 m |                  |
| 1995 | Mondiali          | Göteborg      | Lancio del disco | 20ª       | 58,14 m |                  |
| 1995 | Universiadi       | Fukuoka       | Getto del peso   | Bronzo    | 17,82 m |                  |
| 1995 | Universiadi       | Fukuoka       | Lancio del disco | 4ª        | 59,12 m |                  |
| 1996 | Olimpiadi         | Atlanta       | Lancio del disco | 36ª       | 55,48 m |                  |
| 1997 | Mondiali indoor   | Parigi        | Getto del peso   | 12ª       | 17,36 m |                  |
| 1997 | Europei under 23  | Turku         | Getto del peso   | Argento   | 18,06 m |                  |
| 1997 | Europei under 23  | Turku         | Lancio del disco | Oro       | 57,72 m |                  |
| 1997 | Universiadi       | Catania       | Getto del peso   | Argento   | 18,65 m |                  |
| 1998 | Europei indoor    | Valencia      | Getto del peso   | Bronzo    | 18,97 m | Record nazionale |
| 1998 | Europei           | Budapest      | Getto del peso   | 7ª        | 18,28 m |                  |

## Campionati nazionali
- 5 volte campionessa nazionale nel getto del peso (1994/1998)
- 6 volte nel getto del peso indoor (1994/1999)
- 2 volte nel lancio del disco (1995, 1998)

## Riconoscimenti
- Corrie De Bruin è stata premiata tre volte con il premio di atleta olandese dell'anno KNAU a livello giovanile (Fanny Blankers-Koen plaquette) nelle edizioni del 1993, del 1994 e del 1995.
- È stata premiata due volte con il premio di atleta olandese dell'anno KNAU nelle edizioni del: 1997, 1998.